# 大東地誌
『大東地誌』は朝鮮後期に金正浩が著した地理書。30巻15冊に分けられており、この中で平安図編一部と山水考及び辺方編などは欠本している。現在、高麗大学校付属図書館に所蔵されている『大東地誌』は金正浩の肉筆本である。しかし、『大東地誌』の平安道編は金正浩の直筆ではなく、誰かが後に清書し添付した。

## 編纂時期
『大東地誌』は1862年から1866年までに編纂されたと推定される。
『大東地誌』の編纂時期はこれまで1864年と誤って伝えられていた。『大東地誌』の巻頭に「新羅始祖元年甲子から本朝哲宗14年癸亥まではおおよそ1920年であり、32甲子に該当する (起新羅始祖元年甲子 止本朝哲宗 十四年癸亥 凡一千九百二十年三十二甲子)」という記事と『大東地誌』巻1経にも国朝紀年哲宗に関する記事の次に載せられた「主上殿下元年甲子」という内容を根拠にそう判断したものである。
　しかし、最近の研究により、1862年から1866年に金正浩が死ぬまで編纂を継続したという主張が提起された。上の「主上殿下元年甲子」の次の文に「中宮殿下は閔氏であり、本籍は驪州で、府院君閔致禄の娘 (中宮殿下閔氏 籍驪州 府院君致禄女)」という記事があるのだが、彼女の王妃揀択は1866年3月6日に成されたことである。これは『大東地誌』がそれまでは編纂中だったことを意味する。また、『大東地誌』巻5には忠清道の道名が金順性によって公忠道に換られたことが記録されているが、これは1862年であり、この時を上限とみる。

## 編纂体制
『大東地誌』は『東輿図志』を基にして『輿図備志』を参考に補完した地誌である。『東輿図志』では歴代州県など歴代志が別冊として巻頭に編纂されているが、『大東地誌』ではこれを最後に「方輿総志」編目として配列されている。3地誌の総目は全国州県地誌の配列や名称などがほぼ同一になっている。
　本の分量は『東輿図志』が22冊、『輿図備志』が20冊であるが、『大東地誌』は15冊で多少分量が減った。条目を比較すると『大東地誌』は『東輿図志』の42条目より20個少ない22条目であるが、これは『大東地誌』の条目が『輿図備志』の条目のように包括的であるため、『東輿図志』の総条目が20条目に含まれていて、地図の作成に必要でないいくつかの条目が省略されているからである。

## 引用書目
『大東地誌』は金正浩が編纂した他の地誌とは異なり、引用した資料名、即ち引用書目を明らかにしている。引用書目によれば、中国史書22種、朝鮮史書43種、合わせて65種の資料を参考にしており、中国と朝鮮の史書を選り分けず正史類は漏れなく引用した。引用順序は正史、官選資料、私選資料の順に配列してあるが、これは金正浩が正史類を重視する歴史意識を持っていたと推測することができる。
　引用書目に出てこないが、引用されたと思われる資料も相当量ある。例えば、『青邱図』判例から「幾何原本」の地図式を紹介したり、『輿図備志』観象監条から「国朝歴象考」を引用しているが、『大東地誌』の引用目録からは抜けている。
　引用書目に出てくる資料は民間で購入できる資料は崔漢綺の援助を得て、官選史書や資料は崔瑆煥と申櫶の助けにより入手することができたものと思われる。